# Городнюк Іван Володимирович
Іван Володимирович Городнюк (нар. 2 червня 1984, Березне, Рівненська область, УРСР — пом. 19 лютого 2014, Березне, Рівненська область, Україна) — загиблий учасник Євромайдану. Герой України.

## Біографія
Земляки пам'ятають Івана Городнюка активним, позитивним, готовим завжди допомогти, невідмовним до будь-якої спільної справи. Вся його юність проходила в громадській діяльності — це і членство в Спілці української молоді, і в Молодіжному націоналістичному конгресі, в яких хлопчина займався безпосередньо мистецькими акціями, брав участь у заходах, таборуванні тощо. Згодом активно долучався до політичного життя краю — був постійним членом виборчих комісій, спостерігачем. Останні роки життя долучився до ГО «Товариства пошуку жертв війни „Пам'ять“»: брав участь у ексгумаційних роботах загиблих воїнів УПА та військових реконструкціях, — в таборі друг на псевдо Месник мав незмінне завдання кухаря.
Творча діяльність повз усе життя Іванка проходила червоною ниткою. Він був танцюристом хіп-хопу, проводив заняття з аеробіки та брейк-дансу. Хлопець настільки вміло користувався своїм талантом, що його запросили очолити гуртки сучасних танців в районному Будинку культури, деяких навчальних закладах міста та району.

## На Євромайдані
Рідний брат героя Вадим Городнюк згадує останні дні життя хлопця, котрий під час масових протестів двічі їздив до столиці. «Останній раз приїхав зовсім виснаженим та понищеним — окрім того, що Ваню побили, він ще й захворів на пневмонію після того, як силовики його обілили холодною водою, а до того хлопець сильно поморозив нижні кінцівки. Додому хлопчина прибув в середу, в четвер звернувся до місцевої районної лікарні, отримавши лише направлення на флюорографію. В п'ятницю планував розпочати лікування, але через погіршення стану здоров'я не зміг вийти з дому». Помер на очах у мами Зіновії Іванівни та брата Вадима.
Причиною смерті обливання водою з водомета.

## Вшанування пам'яті
Сьогодні березнівчани шанують пам'ять свого земляка Івана Городнюка: в центрі міста Березне розміщений стенд із фотокарткою героя, біля якого постійно горить лампадка та пахнуть живі квіти; в навчальних закладах краю проводяться тематичні заходи пам'яті земляка-героя, котрий поклав своє життя заради добробуту свого Надслучанського Полісся.
За суспільним визнанням належить до «Небесної сотні».

### Нагороди
- Звання Герой України з удостоєнням ордена «Золота Зірка» (21 листопада 2014, посмертно) — за громадянську мужність, патріотизм, героїчне відстоювання конституційних засад демократії, прав і свобод людини, самовіддане служіння Українському народу, виявлені під час Революції гідності[1]
- Медаль «За жертовність і любов до України» (УПЦ КП, червень 2015) (посмертно)[2]